# Martin Turnovský
Martin Turnovský (Praga, 29 settembre 1928 – Vienna, 19 maggio 2021) è stato un direttore d'orchestra ceco.

## Biografia e carriera
Dopo essere stato rinchiuso a sedici anni in un Lager per la sua appartenenza al Popolo ebraico studia direzione d'orchestra a Praga con Karel Ančerl.
Nel 1958 vince un concorso internazionale a Besançon.
Dal 1963 al 1966 è il direttore principale a Plzeň, dal 1966 al 1968 della Staatskapelle Dresden e del Semperoper, dal 1975 al 1980 del Den Norske Opera & Ballett di Oslo, dal 1979 al 1983 all'Opera di Bonn e dal 1992 al 1995 dell'Orchestra Sinfonica di Praga.
Dal 1960 al 1968 è stato il direttore ospite principale dell'Orchestra Filarmonica Ceca.
Dopo l'ingresso armato del Patto di Varsavia in Cecoslovacchia (Primavera di Praga) si trasferisce in Austria ricevendo la cittadinanza.
Dopo le Rivoluzioni del 1989 torna a Praga.
Al Festival di Salisburgo nel 1998 dirige la Serenata "Gran Partita" di Mozart.

## Discografia
- Benda: Flute Concertos - Jean-Pierre Rampal/Viktorie Švihlíková/Prague Chamber Orchestra/Milan Munclinger/Václav Neumann/Martin Turnovsky, 2002 Supraphon
- Dvořák: Symphony No. 5 & Fibich: Toman - Martin Turnovsky/Bamberg Symphony Orchestra, 2003 Musikado
- Martinu: Symphony No. 4 - Piano Concerto No. 4 "Incantations" - Tre Ricercari - Martin Turnovsky, 1969 Erato
- Martinu, Strauss: Concerto for Oboe and Orchestra - Franisek Hantak/Brno Philharmonic Orchestra/Martin Turnovsky/Jaroslav Vogel, 2014 Verse
- Prokofiev & Szymanowski: Violin Concerto No. 2 In G and Violin Concerto No. 5 - Ladislav Jásek/Prague Symphony Orchestra/Martin Turnovsky, 2014 Verse
- Strauss - Korngold - Mahler -  Brno Philharmonic Orchestra/Martin Turnovsky/Frantisek Novotny/Karla Bytnarová, 2012 ArcoDiva